# Eleothreptus anomalus
Eleothreptus anomalus е вид птица от семейство Caprimulgidae, единствен представител на род Eleothreptus. Видът е почти застрашен от изчезване.

## Разпространение
Видът е разпространен в Аржентина, Бразилия, Парагвай и Уругвай.